# SN 2007as
SN 2007as – supernowa typu Ia odkryta 13 marca 2007 roku w galaktyce E018-G18. W momencie odkrycia miała maksymalną jasność 15,80m.